# New Island Books
New Island Books è una casa editrice irlandese, fondata originariamente con il nome Raven Arts Press da Dermot Bolger nel 1977. Raven Arts fu liquidata nel 1992, venendo però ricostituita da Bolger con la collaborazione di Edwin Higel e Fergal Stanley, assumendo la denominazione attuale. La casa editrice è nota per aver pubblicato bestseller quali "The Secret World of the Irish Male" di Joseph O'Connor e l'opera autobiografica di Nuala O'Faolain "Are You Somebody?".

## Autori
Dermot Bolger, Anthony Cronin, Patrick Galvin, Roddy Doyle, Nick Hornby, Martin Malone, Cecelia Ahern, Aidan Higgins, Joseph O'Connor, Tom MacIntyre, Christine Dwyer Hickey, Maeve Binchy, Mary Kenny, Richard Downes, Stephen Price, Adi Roche, Rose Doyle, Nuala Ní Dhomhnaill, Paul Durcan, Philip Casey, Maeve Brennan, Myles Dungan, Glenn Patterson, Brian Lynch, Nuala Ní Chonchúir e Nuala O'Faolain.